# Marcello Borghi
Marcello Borghi (Varese, 22 marzo 1993) è un hockeista su ghiaccio italiano, ala destra dell'HCMV Varese Hockey.

## Palmarès
- Coppa Italia: 3

Milano: 2016-2017, 2017-2018
Varese: 2022-2023
- Serie B: 2

Milano: 2016-2017
Varese: 2022-2023